# Gottlieb Lebrecht Spohn
Gottlieb Lebrecht Spohn (auch irrtümlich: Gottlob Lebrecht Spohn; * 15. Mai 1756 in Eisleben; † 2. Juni 1794 in Wittenberg) war ein deutscher Pädagoge, Philologe und evangelischer Theologe.

## Leben
Der Sohn des Leinwebers Johann Balthasar Spohn und dessen Frau Christina Elisabeth (geb. Dietzschkau) hatte das Gymnasium seiner Heimatstadt 1765 besucht und 1775 an der Universität Leipzig ein Studium der Theologie begonnen. Dort waren Christian Gottlieb Seydlitz in Philosophie, Johann Gottfried Scharfenberg (1743–1786) in Syrisch und Chaldäisch, Johann August Dathe in Hebräisch und Arabisch, Johann August Ernesti, Christian August Crusius, Christian Friedrich Petzold und Samuel Friedrich Nathanael Morus in Exegese und Dogmatik seine Lehrer. 1783 absolvierte er sein theologisches Examen beim Oberkonsistorium in Dresden und wurde Kandidat des Predigtamts. 1784 erwarb er sich, nachdem er zu Leipzig die Magisterwürde der Philosophie und einen geachteten Namen in der theologischen Literatur.
Er machte sich durch seine mit kritischen Anmerkungen begleitete Übersetzung des Predigers Salomo bekannt. 1784 wurde er Katechet und Nachmittagsprediger an der Peterskirche in Leipzig. Durch Verteidigung seiner philosophischen Abhandlung: de ratione textus biblici in Ephraemi Syri commentariis obvii ejusque usu critico habilitierte er sich 1786 in Leipzig, fand aber als Dozent keinen Zulauf, so dass er zwei Jahre später die ihm angetragene Stelle eines Prorektors an dem Archigymnasium in Dortmund übernahm. Zugleich bekleidete er eine ordentliche Professur der Philosophie.
Der längst gefühlte Wunsch, wieder in sein sächsisches Vaterland zurückzukehren, ging in Erfüllung, als er 1794 einem Ruf an die Universität Wittenberg folgte. Dort wurde er ordentlicher Professor der Theologie, Propst an der Schlosskirche und Konsistorialassessor. Obwohl er bereits seine Doktorpromotion und seinen Dienstantritt vorbereitet hatte, trat er in diesem Amt nicht mehr in Erscheinung, da er bald nach seiner Ankunft in Wittenberg an einem Gallenfieber erkrankte und starb.
Spohn hinterließ den Ruhm eines gründlichen Kenners der orientalischen Sprachen und ihrer Literatur. Vorzüglich bewandert war er in Syrischer Sprache. Sein Hauptwerk stellt das Lexici graeco-latini in novum Testamentum dar, welches unvollendet blieb.

## Familie
Aus seiner viereinhalb Jahre währenden Ehe mit Christiane Rosine Wilhelmine (* 13. Januar 1758 in Gatterstädt), der Tochter des Predigers in Gatterstädt bei Eisleben M. Johann Peter Netto (* 27. Juni 1713 in Leipzig; † 2. September 1766 in Gatterstädt) und dessen Frau Maria Gabriela Rebhan († 28. September 1780 in Querfurt), stammt sein einziges Kind Friedrich August Wilhelm Spohn, der ebenfalls wissenschaftliches Ansehen erwarb. Seine Frau heiratete nach seinem Tod am 4. Januar 1801 Friedrich Wilhelm Dresde.

## Werke
- Der Prediger Salomo, aus den Hebräischen auf’s neue übersetzt und mit kritischen Anmerkungen begleitet; nebst einer Beilage, welche Varianten zu dem Prediger in den LXX aus zweien Manuskripten und Olympiador enthält. Breitkopf, Leipzig, 1784. (Digitalisat)
- Collatio versionis Syriacae, quam Peschito vocant, cum fragmentis in commentariis Ephraemi Syri obviis. Specimen I, quod priora XXII capita Esaiae continet. Breitkopf, Leipzig 1785. (Digitalisat) Specimen IL Leipzig 1794.
- Diss, philosophica de ratione textus biblici in Ephraemi Syri commentariis obvii, ejusque usu critico. Leipzig, 1786
- C. G. Woidii Notitia Codicis Alexandrini, cum variis ejus lectionibus omnibus, recudendurn curavit notasque adjecit. Leipzig, 1789
- Kurze Betrachtung über die Strafgerechtigkeit Gottes. Dortmund 1789
- Etwas über die Ortsverschiedenheit im künftigen Leben. Dortmund 1790
- Novum Lexicon Graeco-Latinum in Novum Testamentum, congessit et annotationibus philologicis in usum scholarum illustravlt Chr. Shoettgenius, nunc post J. T. Krebsium recensuit, auxit et variis observationibus philologicis et criticis locupletavit M. G. S. Spohn etc. Breitkopf, Leipzig 1790. (Digitalisat)
- Wie die Seele nach dem Tode der Menschen wirke? Dortmund 1791
- Antwort auf eine Anzeige in der Jenaischen Allgem. Literaturzeitung, ein Programm. Dortmund 1792
- Ueber die Beweise von der Unsterblichkeit der menschlichen Seele. Dortmund 1793
- Ueber das erste Capitel des Briefs an die Hebräer. Dortmund 1794
- Jeremias Vates, e versione Judaeorum Alexandrinorum ac reliquorum interpretum Graecorum emendatus notisque criticis illustratus. Leipzig 1794.
- Diss. qua examinatur S. Rev. Staeudlini interpretatio loci Jes. 52, 13. 14. 15. et 53 tot. Leipzig 1794
- Collationis verss. Syriacae, quam Peschito vocant, cum fragm. In Ephraemi Syri commet. Obuiis, Spec. II Progr. ad aud. Orationem. Leipzig 1794